# Bouhans-et-Feurg
Bouhans-et-Feurg ist eine Gemeinde im französischen Département Haute-Saône in der Region Bourgogne-Franche-Comté.

## Geographie
Bouhans-et-Feurg liegt auf einer Höhe von 209 m über dem Meeresspiegel, sieben Kilometer nordwestlich von Gray und etwa 40 Kilometer nordöstlich der Stadt Dijon (Luftlinie). Das Dorf erstreckt sich im äußersten Westen des Départements, in der Plateaulandschaft nordwestlich des Saônetals, in der Talmulde der Soufroide.
Die Fläche des 9,75 km² großen Gemeindegebiets umfasst einen Abschnitt im Bereich des Plateaus nordwestlich des Saônetals. Von Nordwesten nach Südosten wird das Gebiet von der Soufroide durchquert, die für die Entwässerung zur Saône sorgt. Die Talniederung liegt auf durchschnittlich 205 m und weist eine Breite von rund 500 Metern auf. Sie ist ungefähr 20 bis 30 m tief in das umgebende Plateau eingesenkt.
Das Plateau besteht aus einer Wechsellagerung von kalkigen und sandig-mergeligen Sedimenten des Oberjura und des Tertiär. Es wird durch verschiedene Mulden untergliedert, die sich zum Tal der Soufroide öffnen. Auf dem Plateau herrscht landwirtschaftliche Nutzung vor. Mit 247 m wird auf der Höhe nordöstlich des Dorfes die höchste Erhebung von Bouhans-et-Feurg erreicht. Ganz im Nordosten hat Bouhans-et-Feurg Anteil am Waldgebiet des Bois de Lalleau. Nach Südwesten erstreckt sich das Gemeindeareal in die Waldung des Pied du Mont (245 m).
Die Doppelgemeinde besteht aus den Ortschaften Bouhans (209 m) und Feurg (203 m), beide im Tal der Soufroide gelegen. Nachbargemeinden von Bouhans-et-Feurg sind Auvet-et-la-Chapelotte im Norden, Chargey-lès-Gray und Nantilly im Osten, Poyans im Süden sowie Autrey-lès-Gray im Westen.

## Geschichte
Das Gemeindegebiet war bereits in prähistorischer Zeit besiedelt, wovon ein bronzezeitliches Grab und Reste eines römischen Verkehrsweges zeugen. Erstmals urkundlich erwähnt wird Bouhans bereits im Jahr 638 in einer Schenkung an das Kloster Bèze. Im Mittelalter gehörte das Dorf zur Freigrafschaft Burgund und darin zum Gebiet des Bailliage d’Amont. Die weltliche Herrschaft hatte das Kloster Bèze von 1142 bis 1790 inne. Zusammen mit der Franche-Comté gelangte Bouhans mit dem Frieden von Nimwegen 1678 definitiv an Frankreich. Im Jahr 1806 fusionierten Bouhans und Feurg zur heutigen Doppelgemeinde. Seit 2008 ist Bouhans-et-Feurg Mitglied des 14 Ortschaften umfassenden Gemeindeverbandes Communauté de communes des Quatre Vallées.

## Sehenswürdigkeiten
Die Kirche St-Pierre-ès-Lines in Bouhans wurde im 19. Jahrhundert im Stil der Neugotik erbaut und besitzt bedeutende Gemälde aus dem 17. Jahrhundert. Aus dem 19. Jahrhundert stammt das Lavoir, dessen Dach von zahlreichen Säulen getragen wird. Es diente einst als Waschhaus und Viehtränke.
Die Kirche Assomption-de-la-Vierge in Feurg wurde im 18. Jahrhundert neu erbaut, wobei die gotische Vorhalle erhalten blieb. Zur Ausstattung gehören Altäre aus dem 18. Jahrhundert sowie Statuen der heiligen Anna und Maria (15. und 16. Jahrhundert). Ebenfalls in Feurg befinden sich die Überreste eines Herrschaftssitzes aus dem 18. Jahrhundert.

## Bevölkerung
| Jahr                       | 1962 | 1968 | 1975 | 1982 | 1990 | 1999 | 2006 |
| Einwohner                  | 254  | 294  | 283  | 242  | 245  | 239  | 258  |
| Quellen: Cassini und INSEE |      |      |      |      |      |      |      |

Mit 239 Einwohnern (1. Januar 2022) gehört Bouhans-et-Feurg zu den kleinen Gemeinden des Département Haute-Saône. Nachdem die Einwohnerzahl in der ersten Hälfte des 20. Jahrhunderts deutlich abgenommen hatte (1881 wurden noch 383 Personen gezählt), wurden seit Beginn der 1960er Jahre nur noch relativ geringe Schwankungen verzeichnet.

## Wirtschaft und Infrastruktur
Bouhans-et-Feurg war bis weit ins 20. Jahrhundert hinein ein vorwiegend durch die Landwirtschaft (Ackerbau, Obstbau und Viehzucht) und die Forstwirtschaft geprägtes Dorf. Heute gibt es einige Betriebe des lokalen Kleingewerbes, darunter eine Sägerei. In den letzten Jahrzehnten hat sich das Dorf zu einer Wohngemeinde gewandelt. Viele Erwerbstätige sind deshalb Wegpendler, die in den größeren Ortschaften der Umgebung ihrer Arbeit nachgehen.
Die Ortschaft liegt abseits der größeren Durchgangsachsen an einer Departementsstraße, die von Gray nach Fontaine-Française führt. Eine weitere Straßenverbindung besteht mit Poyans.